# Dollar Point
Dollar Point is een dorp in de Amerikaanse staat Californië. Het ligt in Placer County aan de noordwestelijke oever van het grote bergmeer Lake Tahoe op 1976 meter boven zeeniveau. Het dorp ligt aan weerszijden van de California State Route 28 tussen Sunnyside-Tahoe City en Incline Village-Crystal Bay.
Het Census Bureau duidt Dollar Point aan als een 4,2 km² grote census-designated place waartoe ook de wijk Lake Forest ten westen van Dollar Point behoort. Bij de volkstelling van 2010 telde Dollar Point 1215 inwoners.

## Demografie
In 2010 woonden er 1215 mensen in Dollar Point. In 2000 bedroeg het inwonertal nog 1539. De bevolking is voor 94% blank. De mediane leeftijd is 45,4 jaar en er zijn 8 percent meer mannen dan vrouwen.